# Mimulosia mimetica
Mimulosia mimetica là một loài bướm đêm thuộc phân họ Arctiinae, họ Erebidae.